# Andrij Rewa

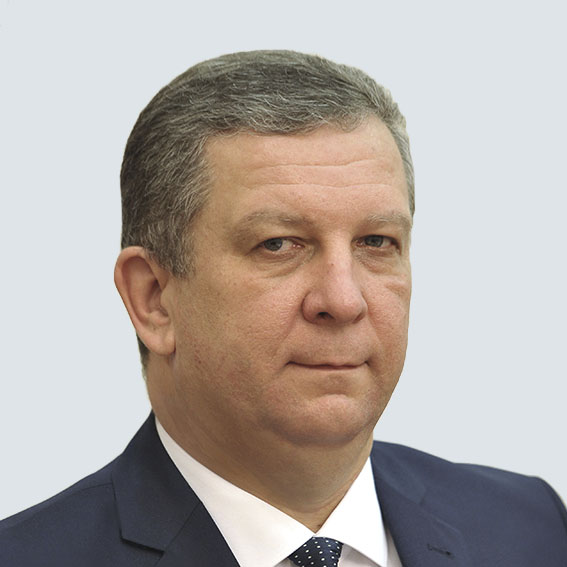
Andrij Rewa

Andrij Olexijowytsch Rewa (ukrainisch Андрій Олексійович Рева; * 7. Juli 1966 in Bohoduchiw, Ukrainische SSR) ist ein ukrainischer Politiker. Rewa war von April 2016 bis zum 29. August 2019 Minister für Sozialpolitik der Ukraine.
Zwischen 1983 und 1987 besuchte Rewa die Leningrader Höhere Militärpolitische Schule und war im Anschluss Politoffizier in der Roten Armee. Von 1989 bis 1995 arbeitete er als Geschichtslehrer an einer Schule in Winnyzja. Ab 1995 war er als Lokalpolitiker der Stadt Winnyzia in wechselnder Funktion tätig. Von 2005 bis April 2016 war er stellvertretender Bürgermeister der Stadt.
Nach einer Kabinettsumbildung am 14. April 2016 war Andrij Rewa in Nachfolge von Pawlo Rosenko bis zum 29. August 2019 Minister für Sozialpolitik im Kabinett Hrojsman.